# Arne Hedlund
Arne Hedlund, född 17 augusti 1943 i Kinna, är en svensk regissör. 

## Regi i urval
- 1970 – Kvinnomänniska
- 1971 –T.V.-övervakning
- 1974 – Pang i bygget
- 1983 – Utflykten
- 1989 – Sparvöga (TV-serie)
- 1993 – Blank päls och starka tassar